# 크리스티안 산탄데르
크리스티안 산탄데르(스페인어: Christian Daniel Santander Rosero, 2004년 3월 3일~)는 콜롬비아의 축구 선수로, 바랑키야와 콜롬비아 연령별 대표팀에서 미드필더로 활동하고 있다.

## 구단 경력
바랑키야에 합류한 뒤인 2022년 1월 말에 데뷔를 하며 해당 시즌 동안 구단의 주전 골키퍼로 자리 매김했다.